# Montluçon Football
Montluçon Football – francuski klub piłkarski z siedzibą w Montluçon.

## Historia
Klub został założony w 1934. W swojej historii rozegrał 10 sezonów w drugiej lidze (w latach 1970–1976 i 1978–1982). Występował też przez 22 sezony na poziomie trzeciej ligi, po raz ostatni w edycji 1992/1993.

### Chronologia nazw
- 1934–2011 – Étoile des Sports Montluçonnais Football (EDS Montluçon)
- 2011–2014 – Ilets Étoile Football Montluçon (IEF Montluçon)
- od 2014 – Montluçon Football

### Historia występów w drugiej lidze
| Sezon   | Liga       | Grupa  | Miejsce      |
| ------- | ---------- | ------ | ------------ |
| 1970/71 | Division 2 | Centre | 4.           |
| 1971/72 | Division 2 | B      | 7.           |
| 1972/73 | Division 2 | B      | 9.           |
| 1973/74 | Division 2 | A      | 12.          |
| 1974/75 | Division 2 | B      | 5.           |
| 1975/76 | Division 2 | B      | 17. (spadek) |
| 1978/79 | Division 2 | A      | 9.           |
| 1979/80 | Division 2 | B      | 12.          |
| 1980/81 | Division 2 | A      | 15.          |
| 1981/82 | Division 2 | B      | 17. (spadek) |

## Reprezentanci kraju grający w klubie
Stan na grudzień 2023
|  | - Mehdi Mostefa - Houari Ouali - Smaïl Slimani - Amara Ahmed Ouattara - Roland Mitoraj - Aboubacar Sylla - Boban Božović |  | - Zdenko Kobešćak - Fadil Vokrri - Ben Ahmed Attoumani - Pépin Bakékolo - Ahmed Dabo - Weddad Ould Mohamed - Sidi Sow |